# Горско Ново село
Горско Ново село е село в Северна България. То се намира в община Златарица, област Велико Търново. 

## География
Районът в географско отношение се отнася към северната част на склоновете на Еленска Стара планина, така нареченият Предбалкан. Той е изграден от планински хребети и хълмове, пресечени от речни долини. Горско ново село има около 430 къщи и около 600 жители с постоянен и настоящ адрес. Две трети от населението са помаци (мюсюлмани) – преселници през 70-те години на миналия век от различните краища на Родопите и съседните общини.

## История
Горско Ново село е основано по време на турското робство. В края на XIV и началото на XV век, турските войски са разрушавали всичко българско, без никаква милост. В тези трудни години жителите на Горско Ново село – в местността Юртлука, не издържали на непрекъснатите нападения от освирепелите турски хайки и потърсили убежище на друго място.
Най-удобното място за заселване се оказало близката вековна гора, където е и сегашната територия на Горско Ново село. Гората дава нужното убежище на измъчените от турската армия, българи. Първите къщи са построени в най-североизточната част на селото. От вековната гора няма останали дървета.
В землището на с. Горско Ново село през 2002 г. е открита средновековна църква (XIII – XIV век). Църквата се намира в местността „Юртлука“. През 2002 година иманяри са попаднали на историческата находка. Официалните археологически проучвания са започнали през 2004 година. Стенописите на църквата са били добре запазени и наподобявали тези на Трапезица. В северната част на преддверието на църквата е разкрит гроб на дете – предполага се че е било или на ктитора на църквата, или на заможно семейство – според археолозите. Разкопките и обекта са консервирани, ламарините от навеса над църквата са откраднати, а сравнително добре запазените допреди няколко години стенописи са почти заличени.

## Население
Преброяване на населението през 2011 г.
Численост и дял на етническите групи според преброяването на населението през 2011 г.:
|                     | Численост | Дял (в %) |
| Общо                | 548       | 100,00    |
| Българи             | 433       | 79,01     |
| Турци               | 59        | 10,76     |
| Цигани              | 0         | 0,00      |
| Други               | 0         | 0,00      |
| Не се самоопределят | 19        | 3,46      |
| Неотговорили        | 32        | 5,83      |

## Строеж на къщите в миналото
Къщите са били строени в средата на дворното място, за да имат по-добра защита от нападатели. Първите къщи са били строени без мазета и без да бъде спазван някакъв архитектурен стил. Основите им били с дребен камък и зид с керпич. Стените били прътове от дъб и ясен. Измазвани са с белилна пръст. Покривите са изграждани от дървена паянтова конструкция покрити с турски керемиди. Единственото което било масивно са оджаците и камините. Къщите са били двуетажни, с основи от камък, а стените от дървен плет измазани с белилна пръст. Първия етаж се състоял от обор и маза. В мазетата били изградени отделения за склад (хамбар). Горните етажи се състояли от спалня, кухня и одая (стая без прозорец). Хигиената не е била на високо ниво, нямало е бани.
Архитектурния стил на селото се е променил след XV и XVI век. Преселниците, които идвали от други балкански села, са внесли нов елемент. По хигиенични и по удобни за живеене жилища. Оборите са изолирани напълно от общата жилищна сграда в новопостроените жилища. Къщите са строени до улиците. Основите са вкопавани в земята, около метър дълбочина. Каменните зидове до два метра над земята. В тази част са приземните стаи за живеене, мазетата и дюкянчетата. Върху здрав гредоред, над каменните зидове, са оформени вторите етажи. При тях се забелязва лек настъп навън, който оформя по-хубавия архитектурен стил, също така увеличава жилищната площ на втория етаж. Стените в горната част са били плетени, а в долната обшити с дървена ламперия от дебели дъски. Покривите са строени по-добре, отново покрити с турски керемиди. Спазвани са по големи наклони над 8 градуса и навеси до два метра, които предпазвали мазилките от влагата и дъждовете. Допълнително към къщите на земно ниво, са строени стаи за битови нужди като пекарна за хляб (пещ), лятна кухня, стая за хранене и други. Започва да се въвежда Тревненския и Еленския стил в строенето на къщите. Както в град Елена и в Горско Ново село са правени на отделни места по улиците, калдъръми от речни камъни. На много къщи е правена външна и вътрешна орнаментика от дърво и керамика. Разпределението на етажите по видове стаи се определяло от големината на семейството или неговото препитание. В дворовете, освен къщи са били строени и плевниците, оборите, курниците, навесите за селскостопанските сечива и други битови сгради.

## Културни забележителности
В селото има действащо читалище „Пробуждане 1902”, което е основано на 02.02.1902 година. То има над 120-годишна дейност. Нито един общо селски празник не минава без участие на самодейците в селото. През този над 120 годишен период, в работата на читалището е имало върхови моменти и падения. От 1999 г. читалището развива активна дейност. Събрани са отново две певчески групи. Едната е за изворен фолклор, а другата за автентичен родопски фолклор. Художествен ръководител и солист на групата „Извор от Родопа“ е Росица Стефанова.
Участията на самодейните групи към НЧ „Пробуждане 1902” в различните фолклорни изяви са световен, европейски, международен и балкански шампионати по фолклор. През 2009 година в град Смолян, групата „Извор от Родопа“ печели златен плакат, а на международния фолклорен шампионат в Слънчев бряг, печели сребърен медал.
Основното училище в селото - „Христо Ботев“ е закрито през 2017 г. и не функционира от тогава.
Целодневната детска градина в селото - „Слънце“ е действаща и работи.
В селото има два паметника:
- Паметник на загиналите във войните за освобождение на България - в центъра
- Братска могила на 9 нисши чина от 42-ри Якутски полк, убити на 6 октомври 1877 г. при Дурна дере (с. Росно) и 5 нисши чина от 43-ти Охотски полк, убити на 21 – 26 декември 1877 г. при с. Синанци (изселено 1880 г.) и с. Козлубик (Сливовица) - намира се в двора на църквата

## Редовни събития
Съборът на селото е първата неделя след Архангеловден - (8 ноември).

## Сертификат от НАСА
Човек с родословни корени от селото - Марин Кържилов, е изпратил компакт диск с информация за селото до НАСА. Този компакт диск е изпратен на борда на мисията „Mars Exploration Rover 2003“ към планетата Марс. В подкрепа на тази история съществува и сертификат от НАСА, издаден на името на селото, чийто текст е следният:
Mars Exploration Rover-2003
Сертификат за участие
Връчен на Горско Ново село
На 13 ноември 2002 г.
Благодарим ви, че се присъединихте към нас в тази мисия за изследване и откриване. Компакт диск с вашето име ще бъде включен в една от следващите мисии на Mars Exploration Rover-2003, които ще изследват повърхността на планетата в търсене на геоложки доказателства за вода в миналото на Марс. Заедно ще пътуваме в космоса, за да открием и разберем многото чудеса на нашата вселена.
Д-р Едуард Дж. Уайлър, заместник-администратор,
Служба за космически науки
Сертификат № 3201996

НАСА
Събитието по връчване на сертификата е широко отразено от националните медии. Това е единственото малко населено място у нас, което може да се похвали със слава извън пределите на Земята.
Дори да няма конкретен публичен запис, който да потвърждава, че точно компактдиск с информация за селото е бил на борда на мисията Mars Exploration Rover 2003, твърдението е свързано с реално събитие. Има автентичен сертификат от НАСА. Това е част от програма на НАСА "Изпрати името си на Марс" , където имената на участници и съобщения от различни населени места по света се записват на микрочипове или дискове, а след това се изпращат с космическите апарати. Сертификатът е потвърждение за участието в тази програма.

## История на изборите за кмет от 1995 г. до днес
| Година                                                    | Кандидати и гласове в 1 тур | Издигнати от | Кандидати и гласове във 2 тур                                                              | Избран за кмет               |
| --------------------------------------------------------- | --- | --- | ------------------------------------------------------------------------------------------ | ---------------------------- |
| 1995 г. 1-ви тур - 29-10-1995 г. 2-ри тур - 12-11-1995 г. | 1. Владимир Маринов Вълев - 186 2. Мария Илиева Бакалова - 178 3. Васил Иванов Винчев - 75 | 1. "Глас народен - БЗНС, ДП" 2. "БСП, БЗНС, Ал. Стамболийски, ПК Екогласност" 3. Инициативен комитет | 1. Владимир Маринов Вълев - 220 2. Мария Илиева Бакалова - 230 3. Васил Иванов Винчев - 21 | Мария Илиева Бакалова        |
| 1999 г. 1-ви тур - 16-10-1999 г.                          | 1. Стефан Христов Димитров - 12 2. Николай Николов Николов - 259 3. Христо Дончев Балкански - 89 4. Михаил Ангелов Михайлов - 15 | 1. "Зелена партия в България" 2. "Българска Евролевица" 3. "Български Земеделски народен Съюз 4. "Обединени Демократични Сили" | не се провежда                                                                             | Николай Николов Николов      |
| 2003 г. 1-ви тур - 26-10-2003 г. 2-ри тур - 02-11-2003 г. | 1. Ахмед Шефкетов Тасимов - 12 2. Юлиян Севдалинов Кипров - 5 6. Атанас Маринов Дечев - 8 7. Сали Юсеинов Кавръков - 27 8. Николай Кънчев Николов - 97 9. Атанас Цонев Атанасов - 20 11. Захаринка Иванова Каменова - 28 12. Румен Кирилов Денев - 34 16. Николай Николов Николов - 88 19. Шакир Шевкетов Тасимов - 19 | 1. "Съюз на Демократичните Сили" 2. "Българско движение Национален идеал за единство 6. "ВМРО - Българско национално движение" 7. "Българска социалистическа партия" 8. "Зелена партия в България" 9. "Движение за права и свободи" 11. "Българска социалдемокрация" 12. Независим 16. "Национално движение Симеон Втори" 19. "Български земеделски народен съюз" (БЗНС) | 8. Николай Кънчев Николов - 214 16. Николай Николов Николов - 158                          | Николай Кънчев Николов       |
| 2007 г. 1-ви тур - 28-10-2007 г. 2-ри тур - 04-11-2007 г. | 2. Димка Йорданова Узунова - 104 7. Николай Николов Николов - 18 9. Сали Юсеинов Кавръков - 86 11. Володя Стефанов Стефанов - 42 12. Захаринка Иванова Каменова - 147 | 2. "ВМРО-БЪЛГАРСКО НАЦИОНАЛНО ДВИЖЕНИЕ" 7. "БЪЛГАРСКА СОЦИАЛДЕМОКРАЦИЯ" 9. "БСП-БЪЛГАРСКА СОЦИАЛИСТИЧЕСКА ПАРТИЯ" 11. "ДПС-ДВИЖЕНИЕ ЗА ПРАВА И СВОБОДИ" 12. "НАЦИОНАЛНО ДВИЖЕНИЕ СИМЕОН ВТОРИ - НДСВ" | 2. Димка Йорданова Узунова - 195 12. Захаринка Иванова Каменова - 217                      | Захаринка Иванова Каменова   |
| 2011 г. 1-ви тур - 23-10-2011 г. 2-ри тур - 30-10-2011 г. | 8. Антон Филипов Боянов - 26 17. Борис Цонев Рахнев - 126 23. Захаринка Иванова Каменова - 79 25. Сали Юсеинов Кавръков - 121 | 8. "БЪЛГАРСКА СОЦИАЛИСТИЧЕСКА ПАРТИЯ" 17. "ВМРО - БЪЛГАРСКО НАЦИОНАЛНО ДВИЖЕНИЕ" 23. "ЛИДЕР" 25. "ЗАЕДНО ЗА ОБЩИНА ЗЛАТАРИЦА", "ДПС", "СДС" | 17. Борис Цонев Рахнев - 178 25. Сали Юсеинов Кавръков - 213                               | Сали Юсеинов Кавръков        |
| 2015 г. 1-ви тур - 25-10-2015 г.                          | 1. Захаринка Иванова Каменова - 60 2. Димитрина Стефанова Костадинова - 65 5. Васил Асенов Бачков - 20 6. Сали Юсеинов Кавръков - 32 7. Николинка Атанасова Хаджиева - 192 | 1. ВМРО – БЪЛГАРСКО НАЦИОНАЛНО ДВИЖЕНИЕ 2. АБВ /АЛТЕРНАТИВА ЗА БЪЛГАРСКО ВЪЗРАЖДАНЕ/ 5. ГЕРБ 6. РЕФОРМАТОРСКИ БЛОК 7. МК "БЪДЕЩЕ ЗА ЗЛАТАРИЦА" | не се провежда                                                                             | Николинка Атанасова Хаджиева |
| 2019 г. 1-ви тур - 27-10-2019 г.                          | 43. Сали Юсеинов Кавръков - 77 55. Николинка Атанасова Хаджиева - 268 | 43. ГЕРБ 55. "ДПС-ДВИЖЕНИЕ ЗА ПРАВА И СВОБОДИ" | не се провежда                                                                             | Николинка Атанасова Хаджиева |
| 2023 г. 1-ви тур - 29-10-2023 г.                          | 7. Сали Юсеинов Кавръков - 57. Николинка Атанасова Хаджиева - | 7. ГЕРБ 57. "ДПС-ДВИЖЕНИЕ ЗА ПРАВА И СВОБОДИ" |                                                                                            |                              |

## Други
- В селото има два кабелни Интернет доставчика.
- По-голяма част от жителите на селото са помаци.[5]

- Църквата св. Арахангел Михаил, с. Горско ново село
- Панорама с. Горско ново село
- Сертификат от НАСА

## Спорт
Горско ново село има футболен отбор – Ботев (Горско ново село)
Към момента отборът е в „Б“ ОГ Велико Търново – южна подгрупа.

## Изследвания
- Средновековната църква край Горско Ново село
- Μиглена Прашкова. Новоразкрити стенописни фрагменти в средновековната църква в Горско ново село. – В: Боянската църква между Изтока и Запада в изкуството на християнска Европа. Ред. и съст. Бисерка Пенкова. С., НИМ, 2011[7]